# Operacja wojskowa pod Al-Ukajriszi
Bitwa pod Al-Ukajriszi (także Al-Ikriszi, Ukajrisza) – operacja przeprowadzona przez amerykańskie siły specjalne w celu uwolnienia z rąk islamistów Państwa Islamskiego (IS) przetrzymywanych zakładników. Operacja komandosów Delta Force, która miała miejsce w nocy z 3/4 lipca 2014 w wiosce Al-Ukajriszi leżącą pod bastionem rebeliantów Ar-Rakka (Syria), zakończyła się niepowodzeniem.

## Przebieg
Po północy, 4 lipca 2014, amerykańskie lotnictwo wkroczyło bez zgody syryjskiego rządu w syryjską przestrzeń powietrzną i dokonało bombardowania bazy rebeliantów „Usama ibn Ladin” zlokalizowanej w wiosce Al-Ukajriszi, leżącej 17 km na południowy wschód od Ar-Rakki, będącą nieoficjalną stolicą Państwa Islamskiego. W trakcie bombardowania bazy, w odległości 3–5 km od niej ze śmigłowców Black Hawk wysadzono komandosów, którzy zablokowali drogę między Al-Ukajriszi i Ar-Rakką. Następnie komandosi przeczesywali wioskę w celu znalezienia kryjówki w której przetrzymywano zakładników. W międzyczasie z Ar-Rakki pod Al-Ukajriszi przybyli rebelianci, którzy wdali się w walkę z amerykańskimi komandosami. Po trzech godzinach walk, między godz. 3:00 a 4:00 komandosi wycofali się.
W operacji ranny został jeden komandos, zginęło też kilku dżihadystów. Według relacji rebeliantów, w operacji udział wzięły też siły Jordanii i ranny został jeden jordański wojskowy.

## Skutki
W odwecie za amerykańską operację lotniczą wymierzoną w Państwo Islamskie podjęto w sierpniu 2014 w Iraku, islamiści dokonali egzekucji na amerykańskim fotoreporterze Jamesie Foleyu, który miał zostać uwolniony podczas akcji w Al-Ukajriszi. Zostało to uwiecznione na nagraniu video opublikowanym 19 sierpnia 2014. Islamiści zażądali od Baracka Obamy zaprzestania bombardowań, grożąc w przeciwnym wypadku egzekucją kolejnego zakładnika, Stevena Joela Sotloffa. Nagranie z egzekucji Stevena Sotloffa zostało opublikowane przez Państwo Islamskie 2 września 2014.